# Victoria (Entre Ríos)
Victoria – miasto w Argentynie, położone w zachodniej części prowincji Entre Ríos.

## Opis
Miasto zostało założone w 1810 roku, liczy 30 623 mieszkańców 27 października 2010. obecnie jest popularnym ośrodkiem turystycznym, aquapark, kasyno Znajduje się tu kościół katedralny Señora de Aranzazu

## Baza hotelowa
- Sol Victoria Hotel Spa y Casino[4]
- Hotel America[5]
- Hotel Mirador del Río[6]
- Hotel Plaza[7]
- Hotel Sanguinetti[8]
- Hotel Casablanca[9]